# Đại dịch cúm 2009 tại Hoa Kỳ

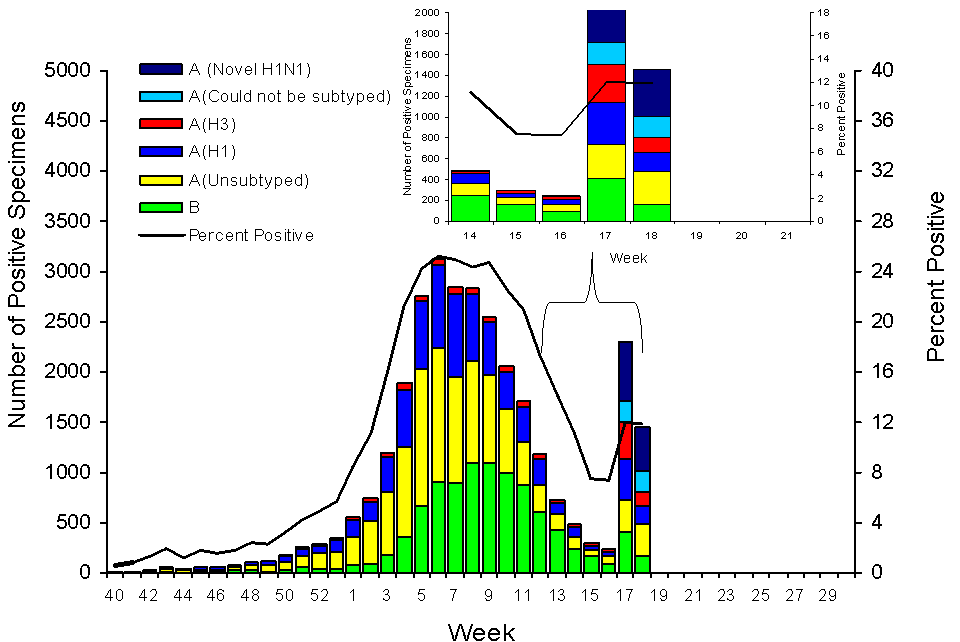
Trung tâm kiểm soát và phòng ngừa dịch bệnh Hoa Kỳ báo cáo cho tuần thứ 18 (17 tháng 5) của mùa cúm 2008-2009, phân loại và phần trăm các xét nghiệm dương tính

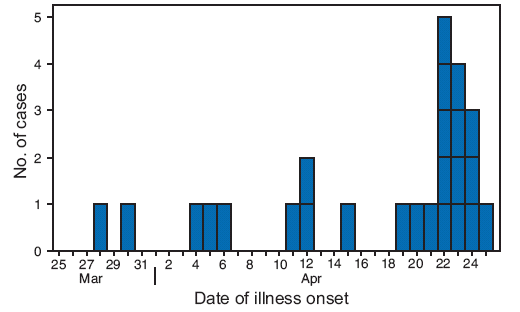
Trường hợp được xác nhận với ngày căn bệnh bùng phát (Hoa Kỳ, 27/4, 2009).

Đến 5:00 giờ phối hợp quốc tế, 3/5/2009:
Xác nhận có người chết
Xác nhận trường hợp
Trường hợp không đưc xác nhận (nghi ngờ và có khả năng)

Vào tháng 3 năm 2009, một dịch bệnh cúm (lúc đầu gọi là cúm lợn hay cúm heo) bùng phát ở México và một số khu vực ở Hoa Kỳ và gây ra một số bệnh tật cho nhiều người. Đến ngày 26/4, 5 tiểu bang Hoa Kỳ xác nhận 20 trường hợp nhiễm cúm, theo Richard Besser, giám đốc Trung tâm Kiểm soát dịch bệnh Mỹ ở Washington DC. Trong số đó, Bang New York bị nhiều nhất với 8 trường hợp đầu là sinh viên nhưng chỉ có một phải vào bệnh viện.
Ngày 26/4, chính phủ của Tổng thống Barack Obama đặt bộ y tế trong tình trạng báo động. Chỉnh phủ chuyển 12 triệu liều thuốc chống cúm từ kho dự trữ liên bang đến các bang có người nhiễm bệnh. Sau đó, các du khách đến Mỹ từ những nơi bị nhiễm cúm cũng bị khiểm tra sức khỏe. Du khách được kiểm tra thêm về sức khỏe và vẫn có thể vào Mỹ. Nếu có trường hợp mắc triệu chứng giống cúm thì sẽ được cách ly và điều trị.
Chính phủ của Tổng thống Obama tìm cách giảm bới tinh thần lo lắng của dân chúng. Ông Obama vẫn chơi gôn cùng lúc các quan chức Mỹ xem tình hình báo động dịch cúm như một cơn bão đang hoành hành. Thư ký báo chí Nhà Trắng Robert Gibbs khẳng định đại dịch cúm rất nghiêm trọng nhưng người Mỹ nên nhận thấy "chưa phải lúc hoảng loạn." Tổ chức Y tế thế giới (YTTG) khuyên các nước cố phát hiện trường hợp cúm mới. YTTG đã họp mặt ngày 28/4 để giải quyết xem cá cần phải tăng mức báo động hay không. Khi chưa có loại vắc xin để chữa trị, Trung tâm kiểm soát dịch bệnh của Mỹ đã có các biện pháp để tinh chế ra virút như thế.
Đến giữa tháng 6 năm 2099, số lượng trường hợp nhiễm bệnh của Mỹ qua mặt México, quốc gia trước đó dẫn đầu về con số mắc bệnh. Đến cuối tháng 6, số lượng tử vong ở Mỹ liên quan đến virút cũng vượt qua tất cả những quốc gia khác.
Ngày 25 tháng 6, Trung tâm kiểm soát và phòng ngừa dịch bệnh Hoa Kỳ đưa ra thông tin rằng có khoảng hơn 1 triệu ca mắc bệnh ở Hoa Kỳ, đa số chưa được thông báo hay chẩn đoán.
Con số tử vong liên quan đến đại dịch cúm xuất hiện ở Mỹ vào cuối tháng 4, và đến đầu tháng 6, có 15 tiểu bang thông báo những cái chết liên quan đến hay trực tiếp diễn ra từ virút. Tổng cộng con số tử vong là 522 đến ngày 21 tháng 8 năm 2009.